# 饗庭氏
饗庭氏（あえばし/あいばし）は、日本の氏族。源頼光を祖とする摂津源氏の流れを汲む土岐氏（美濃源氏）の支流。相場氏や相羽氏と同音であり、これに通じている。
土岐光行の子・饗庭光俊を祖とする。光俊は承久の乱で戦死し、光俊以降は国綱、国頼、国信と続いているが、国信以降は動向が定かではない。

## 饗庭姓の由来
- 由来
  - 神を招きもてなす聖地に由来している。

※”アエバ”→神に捧げ物を奉る場所を示し、饗庭の”ば”→古代は祭を行う広場を意味し、中世以降は宮を建てて神の鎮座地を意味するようになった。
- 詳細
  - 相応と願い事が終わると神が山に帰ると場は再び平地に戻る。

しかし、しばしば神を招くので、庭をきれいに掃き清められた空閑地とし、一種の祭場の役目も果たすようになった。
ちなみに、場には、柱や神木などを配置した。
”会”、”合”、”相”→「神に会う」を意味する。
- 読み方
  - 正訓　アエバ（アヘバ）、異訓　アイバ→現在では地名も読み方も”アイバ”とする方が多数を占めている。

※”アヘバ”→大変古い大和言葉。
- 美濃国大野郡饗庭（相羽）、近江国高島郡饗場（相場）、三河国幡豆郡饗庭御厨を本貫の地とする異流があらわれ（下記参照）、相羽は饗庭、饗場、相場などに通じ用いられた。
- 近江の饗庭（相羽、相場）も光俊の子孫を自称したという。

以上のことなどから、鎌倉より室町に至る間、この地の領主の氏族であったことがうかがえる。
長享元年（1487年）常徳院（足利義尚）江州動座着到に遠州饗庭太郎とあり、遠江国にも饗庭氏が存在していたことを知る。相羽という人が近代まで静岡県森町にいて、「今川義元の家老であったが桶狭間の戦いで敗れ、森町に逃げてきた」と口伝いにつたわっている。
また、饗庭命鶴丸は三河の人であるといい、近世、徳川幕府御家人に相場氏がある。恐らく三河、或いは甲斐の饗庭氏より出て幕臣になったものと思われる。

## 関連名所
- 三重県いなべ市藤原町上相場

上相場・下相場 饗庭神社　饗庭御厨
饗庭郷御厨新田
- 滋賀県高島市新旭町旭

饗庭神社
- 滋賀県甲賀市甲南町竜法師/龍法師

饗庭城（饗庭城跡/饗庭城/合羽城）
饗庭河内守
- 愛知県西尾市吉良町饗庭

三河国幡豆郡相場（饗庭）村
饗庭神社　三河国饗庭御厨
饗庭城
饗庭氏直（饗庭命鶴丸）
- 岐阜県揖斐郡大野町相羽

相羽城
美濃国大野郡相羽庄
饗庭光俊

## その他の饗庭氏
三河国幡豆郡饗庭御厨にも大中臣氏の流れを汲む饗庭氏があり、上記の饗庭氏直（命鶴丸）を輩出した。
また、近江国高島郡饗庭郷にも饗庭氏があり、系統は不明であるが饗庭孝男を輩出した。